# Вилијам I Шамплит
Вилијам I Шамплит (фр. Guillaume de Champlitte; око 1160 - 1209), био је учесник Четвртог крсташког рата и први кнез Ахаје. Владао је од 1205. године до своје смрти.

## Биографија
Вилијам је био син Одоа I Шамплита, виконта Дижона, и Сибиле. Његова прва жена, Алиса, подстицала га је да дарује цистерцитски манастир у Убриву за душу свог млађег брата Ига (1196). Касније се оженио Елизабетом од Монт-Сен-Жена, али су се развели 1199. године. Вилијам и његов брат Одо II Шамплит су се придружили Четвртом крсташком рату септембра 1200. године у Ситоу. Вилијам је један од потписника мартовског уговора (1203) којим су крсташи и Млечани поделили још увек неосвојено Византијско царство. Папа Иноћентије III екскомуницирао је све учеснике опсаде Задра 1202. године. Крсташи 13. априла 1204. године освајају Цариград. Састала се скупштина од шест Млечана и шест крсташа који су изабрали цара новооснованог Латинског царства. Био је то Балдуин Фландријски. Вилијам се прикључио Бонифацију Монфератском који је, незадовољан додељеним поседима око Никеје, кренуо у освајање Солуна кога је одредио за престоницу новоосвојене Краљевине. Одатле је Бонифације предузимао продоре ка средњој и јужној Грчкој. Почетком 1205. године Вилијам и његов стари пријатељ Жофроа I Вилерден покрећу офанзиву ка југу. Готфрид је већ освојио делове Месеније. Бонифације је освојене територије на Пелопонезу доделио Готфриду и Вилијаму као феуд. Готфрид је учинио омаж Вилијаму заједно са сто својих витезова. Из Нафплиа су предузели поход ка северу, према Коринтском заливу. Вилијам је од свог брата наследио поседе у Француској (1208). Умро је следеће године на путу ка Апулији.